# Путивль
Пути́вль (МФА: [pʊˈtɪu̯lʲ] ( прослухати)) — місто в Конотопському районі Сумської області України. Колишній районний центр. Розташоване на історичному Посем'ї над річкою Сейм. У місті розвинута харчова промисловість та туристична галузь, є краєзнавчий музей. Віддаленість від залізниці (24 км) не сприяє його розвитку. Відстань до Сум становить 98 км (автошлях Р44). Населення міста у 2001 році становило 17 354 людини.

## Географія
Місто Путивль розташоване на правому березі річки Сейм, на відстані 96 км від обласного центру. Річка в цьому місці звивиста, утворює лимани, стариці (Любка) і заболочені озера. Через місто проходять автомобільні дороги Р44, Т 1911, Т 1920, Т 1921 та Т 1922.

## Назва
Можливо місто назвали в честь його засновника, який носив ім'я Путим, або Путив, Путислав, Путимир, Путимисл. Можлива також версія, що свою назву місто отримало від слова путь, оскільки Путивль належав до числа населених пунктів, розташованих на шляху «з варяг у греки». Також назву виводять із гідроніма Путивлька, у значенні «діал. проточна вода», «течія». Також в місті є джерело-криниця Путимка, де в давнину за легендами витікала річка з такою ж назвою.
Раніше також згадувався як Путивель.

## Історія

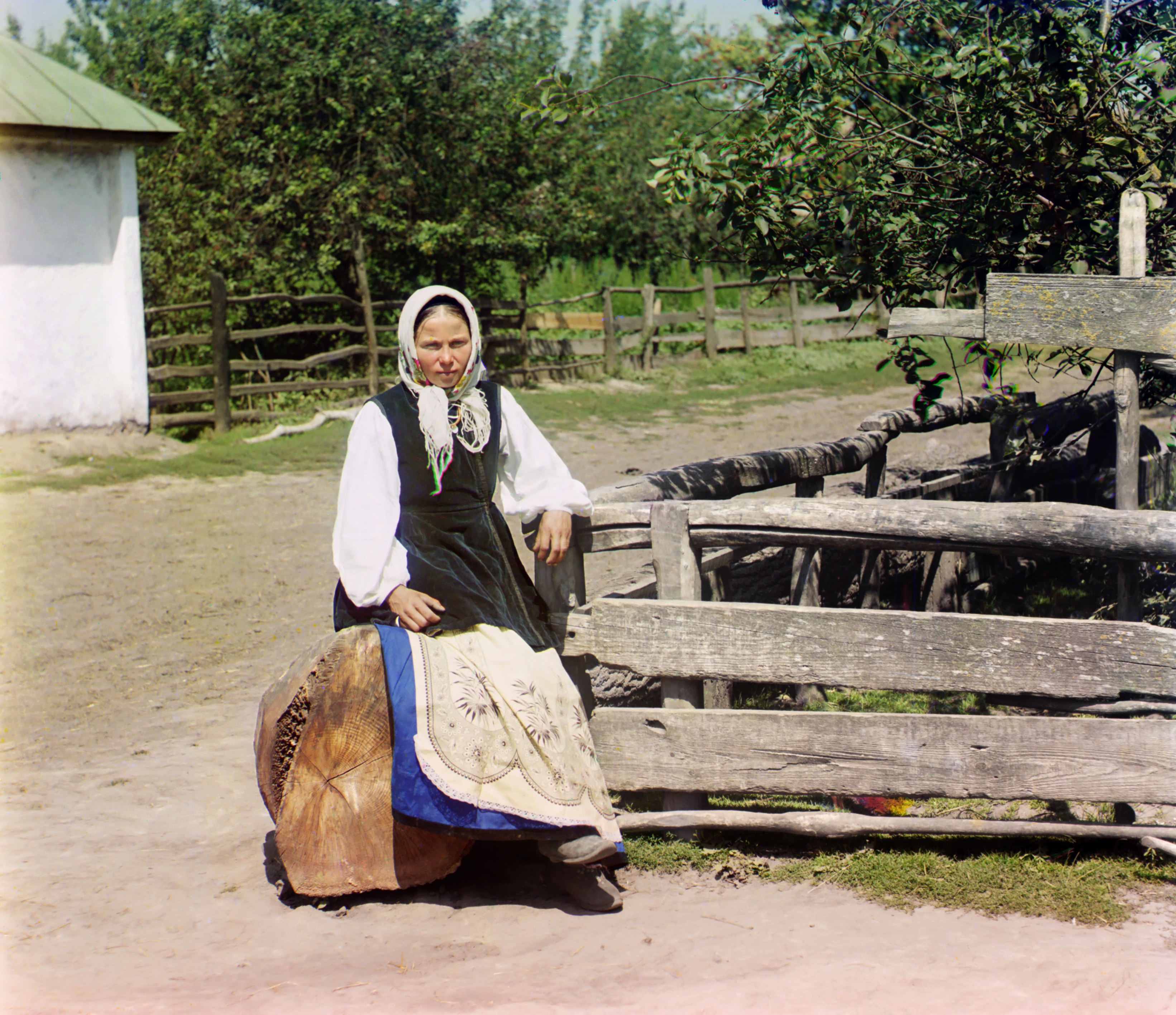
Сільська дівчина, 1904, Прокудін-Горський

Перша згадка про Путивль датується 1146 роком в Іпатіївському літописі, у зв'язку з міжусобною війною новгород-сіверських князів Святослава II та Ігоря Ольговичів з чернігівськими князями Володимиром II та Ізясловом Давидовичем. Проте сліди його заселення сягають IX —X століть.
У другій половині XII століття та на початку XIII століття місто було центром удільного князівства, яким правили путивльські князі — одна із гілок чернігівських князів. Розташований на перехресті торговельних шляхів, Путивль відігравав важливу роль та був однією з фортець, що захищали Київську Русь від половців.
Путивль оспіваний у «Слові о полку Ігоревім». Саме тут, у Путивлі, Ярославна очікувала звісток про похід свого чоловіка Ігоря Святославовича «в поле незнаемое, половецкое». 1186 році Путивльська фортеця була безуспішно обложена половцями.
Від середини XIV століття до 1500 року Путивль входив до складу Великого князівства Литовського. Путивль згадується у переліку руських міст далеких і близьких кінця XIV століття як «київське» місто. У 1500—1721 роках — Московського князівства, згодом, від 1547 року — Московського царства.
27 листопада 1604 року містяни Путивля підняли повстання проти московської залоги окольничого Михайла Михайловича Салтикова і перейшли на сторону українсько-польського війська, яке 20 червня 1605 року захопило Москву.
У 1721—1917 роках Путивль перебував у складі Російської імперії та був центром Путивльського повіту Бєлгородської, а згодом Курської губерній.

Могила Базими Г. Я. — колишнього начальника штабу партизанського з'єднання Ковпака

1905 року в Путивльському повіті відбувалися селянські заворушення, які жорстоко придушила царська влада. У березні 1918 року місто захопили німецькі війська, а з грудня того ж року в ньому стояло військо УНР під командуванням С. Петлюри. Через два місяці його захопили денікінці, які наступали на Київ. У листопаді 1919 року в Путивль окупували червоні. 1926 року Путивль відійшов до складу УРСР і став райцентром Конотопської округи. Про історію стародавнього Путивля розповідають експонати районного краєзнавчого музею. Зокрема, серед багатьох цікавих речей є шафа, що належала гетьману Іванові Мазепі п- бароковий витвір німецьких майстрів XVII століття. У будинку музею, зведеному на початку XX ст., містився партизанський штаб з'єднання, яким командував колишній голова Путивльської міської ради Сидір Ковпак (1887—1967). Саме з Путивля партизани С. Ковпака і С. Руднєва вирушили у рейд по тилах німців аж до Карпат, який завершився наприкінці 1943 року. Місцем дислокації партизанів був величезний Спадщанський ліс, в якому й досі зберігається партизанська землянка як пам'ять про ті роки.
16 жовтня 1925 року Путивль було передано із складу РРФСР до УСРР. У 1920—1930-х роках Путивльський район був автономним російським національним районом у складі УРСР. У побуті говорять на путивльському діалекті курсько-орловскої групи говорів південноросійського наріччя. Населення — 29 723 осіб, у тому числі міське населення — 16,4 тис. осіб, сільське — 13,3 тис. осіб. 

### Російське вторгнення
Орієнтовно о 16:40 24 лютого 2022 року силами ЗСУ в районі Путивля було зупинено наступ танків противника

## Населення

### Чисельність
| 1897     | 1926     | 1939     | 1959     | 1970     | 1979     | 1989     |
| -------- | -------- | -------- | -------- | -------- | -------- | -------- |
| 9 955    | ▼ 8 002  | ▲ 9 101  | ▼ 8 993  | ▲ 15 059 | ▲ 17 780 | ▲ 19 342 |
| 2001     | 2003     | 2004     | 2005     | 2006     | 2007     | 2008     |
| ▼ 17 354 | ▼ 17 061 | ▼ 16 897 | ▼ 16 692 | ▬ 16 685 | ▲ 16 739 | ▬ 16 738 |
| 2009     | 2010     | 2011     | 2012     | 2013     | 2014     | 2015     |
| ▼ 16 674 | ▼ 16 552 | ▼ 16 468 | ▼ 16 344 | ▼ 16 317 | ▼ 16 175 | ▼ 16 009 |
| 2016     | 2017     | 2018     | 2019     | 2020     | 2021     | 2022     |
| ▼ 15 856 | ▼ 15 778 | ▼ 15 643 | ▼ 15 433 | ▼ 15 260 | ▼ 15 100 | ▼ 14 886 |

### Національний склад
Розподіл населення за національністю за даними перепису 2001 року:
| Національність  | Відсоток |
| --------------- | -------- |
| українці        | 50,52%   |
| росіяни         | 48,52%   |
| білоруси        | 0,31%    |
| інші/не вказали | 0,65%    |

### Мова
Розподіл населення за рідною мовою за даними перепису 2001 року:
| Мова            | Чисельність, осіб | Доля   |
| --------------- | ----------------- | ------ |
| Російська       | 10 858            | 62,86% |
| Українська      | 6 365             | 36,85% |
| Білоруська      | 10                | 0,06%  |
| Ромська         | 7                 | 0,04%  |
| Вірменська      | 1                 | 0,01%  |
| Гагаузька       | 1                 | 0,01%  |
| Інші/Не вказали | 32                | 0,17%  |
| Разом           | 17 274            | 100%   |

## Економіка
- Птахопідприємство «Натон». Вирощує угорську птицю кросу ХайЛайн коричневий. Однак у перспективі хоче збільшити асортимент продукції шляхом посадки білої птиці, тому що на ринку попит має як коричневе яйце, так і біле.[28]
- ПП «Прибормашсервіс».
- ТОВ «Путивль-хліб».
- ТОВ «Колос».
- ППП «Сейм» [Архівовано 2 листопада 2020 у Wayback Machine.]

## Освіта і культура
У місті розташований Державний історико-культурний заповідник, який складається з 44 об'єктів нерухомої культурної спадщини. Об'єкти, що знаходяться власне в місті: краєзнавчий музей, Святодухівський монастир, Церква Миколи Козацького, Городок та інші.

## Релігія
- Кафедральний Спасо-Преображенський собор УПЦ (МП)
- Церква Миколи Козацького УПЦ (МП)
- Церква Вознесіння Христового (колишня)
- Мовчанський жіночий монастир УПЦ (МП)
- Святодухівський монастир УПЦ (МП)
- Церква ЕХБ

## Пам'ятки
У Путивлі збереглися пам'ятки кам'яної архітектури XVII — XVIII ст.:
- ансамбль Мовчанського монастиря з храмом Різдва Богородиці (близько 1630—1636 рр.), з добудованим трапезним теплим храмом (1666—1669 роки), Спаською церквою (1666—1667 рр.), двома двоповерховими корпусами келій (XIX століття) і дзвіницею з бароковим верхом (після перебудови наприкінці XVII — XVIII ст. соборний комплекс нині є єдиною пам'яткою стилю «восьмерик на четверику» в Україні);

Пам'ятник княгині Ярославні (дитинець міста)

- Спасо-Преображенський собор (1617-?) з каплицею (середина XVII століття), твір російської архітектури (українські елементи помітні тільки у різьбі іконостасу, що зроблений в традиційному для Росії «тябловому» стилі) і надбрамна церква з дзвіницею (1693—1697 рр.).

Уплив традицій українського дерев'яного будівництва позначений на двоповерховій трипільній, одноверхій церкві Миколи Козацького (1735—1737 рр.) із дзвіницею над притвором (1770-ті рр.) та на Воскресенській церкві (1758 р., не збереглась) типу трапезної у центрі міста.
З інших пам'яток XVII — XVIII століть:
- цінна скульптура «Христа в темниці»;
- ікони місцевих майстрів, гаптоване золотом і сріблом на білому атласі зображення Богоматері і празників та плащаниця (1666 р.);
- мист. оправи євангелій;
- дзвін «Самодзвон».

Під час розкопів городища у 1950 — 1960-х років відкрито рештки фундаментів, мабуть, Вознесенської церкви, що була споруджена у кінці XII — початку XIII століть та рештки валів з XII століття.
У місті збереглося багато житлових та громадських споруд 19 — початку 20 століття.
Пам'ятки цивільної архітектури:
- Будинок, у якому мешкав історик Рябінін І. М. (1-а половина ХІХ століття);
- Будинок, у якому мешкав фотограф Фесик Я. (кінець ХІХ століття);
- Будинок графа Головіна (ХІХ століття);
- Будинок земської управи (тепер міська рада, 1878-81);
- Будинок купця Брежнєва (ХІХ століття);
- Будинок Черепова А. (тепер краєзнавчий музей, 1914);
- Будинок церковного притчу Покровської двухрамської церкви (1865);
- Курдюмовська богадільня (ХІХ століття);
- Магазин купця Брянцева (1910);
- Ремісниче училище Маклакова М. (тепер Путивльський коледж Сумського національного аграрного університету, 1886);
- Садиба генерала Косинського (1906-10);
- Садиба поміщика Єфремова (1824-36);
- Торгові ряди купців Пономарьових (ХІХ століття);
- Водогінна вежа (початок ХХ століття).

## Цікаві факти
- Староукраїнський сорт яблук Путивка очевидно утворений від назви міста Путивль.[29]

## Транспорт

Автостанція «Путивль»

Автобусна система міського транспорту в місті представлена єдиним маршрутом, що дозволяє вранці городянам дістатись до роботи та навчальних закладів. Автобус курсує від місцевого РЕМу, через Райагробуд, центр та ПТУ до Прудів і в зворотному напрямку. Рейс триває півгодини. Розклад руху з 7:00 до 17:00. У вихідні та святкові дні графік роботи залежить від потреб пасажирів у транспорті.

## Відомі люди

### Народилися
- Олександр Аляб'єв (нар. 1940) — український музикант, баяніст, заслужений артист України (1998).
- Арбузов Андрій Олександрович (1976—2024) — старший солдат Збройних сил України, учасник російсько-української війни.
- Бондарєв Артем Юрійович (2000—2022) — сержант національної гвардії України, учасник російсько-української війни.
- Єфрем Вернигора (1884—невідомо) — підполковник Армії УНР.
- Михайло Душенко (1875—невідомо) — полковник Армії УНР, начальник постачання Армії;
- Микола Дядечко (1912—2000) — ентомолог, доктор біологічних наук, професор
- Леонтій Загурський (1847—1912) — український вчений-правознавець, доктор юридичних наук, декан юридичного факультету Харківського університету (1891—1905);
- Євген Клабуновський (нар. 1923) — вчений-хімік;
- Олександр Мещанінов (1879—1969) — визначний український медик, доктор медичних наук, професор; завідувач кафедри хірургії Харківського інституту, удосконалення лікарів (1919—1957), 5 грудня 2019 року у м. Харкові, у міській дитячій лікарні № 19 була встановлена меморіальна дошка[31] на честь професора;
- Віктор Сазанов (1879—1967) — радянський учений, агротехнік, рослинник, доктор сільськогосподарських наук, професор.
- Павло Свиреденко (1897—1971) — український зоолог, дійсний член НАН України (від 1948), завідувач відділу екології Київського інституту зоології (1947—1954).
- Шпак Дмитро Володимирович (1984—2022) — старший солдат Збройних Сил України, учасник російсько-української війни, Герой України (2023, посмертно).
- Микола Юдін (нар. 1954) — заслужений діяч мистецтв України.
- Валентин Литвинчук (нар. 1986) — майстер спорту України з греко-римської боротьби, тренер Олександра Усика з фізичної підготовки.

### Мешкали
- Данченко Ельхан Теймурович (1994—2022) — старший матрос Збройних сил України, учасник російсько-української війни.
- Огула Даніїл Юрійович (1995—2022) — молодший сержант Збройних сил України, учасник російсько-української війни.
- Ольга Трофімцева (нар. 1976) — у 1991—1994 роках. навчалася в Путивльському сільськогосподарському технікумі, з 06 лютого 2019 р. — виконувач обов'язків Міністра аграрної політики та продовольства України.

## Галерея

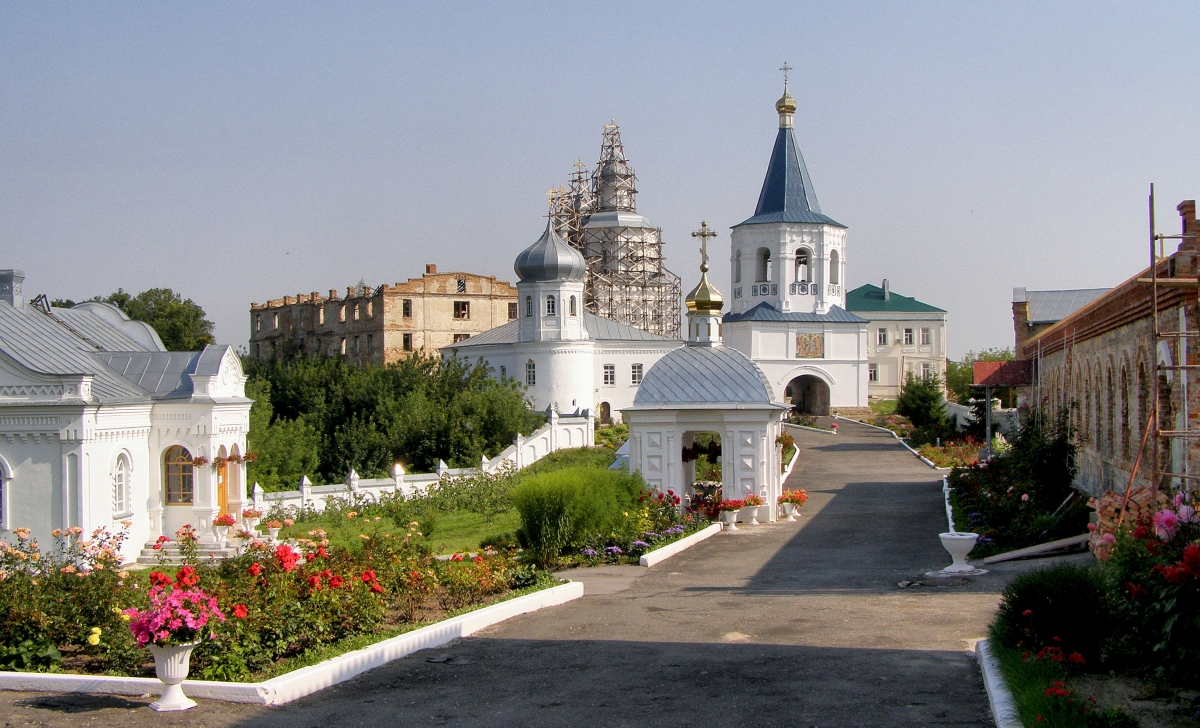
Головна пам'ятка Путивля — Мовчанський монастир (1591)
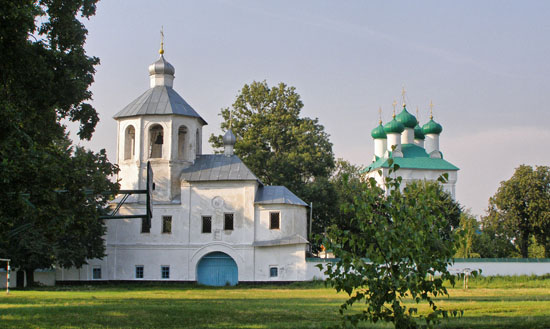
Святодухівський монастир (1617)
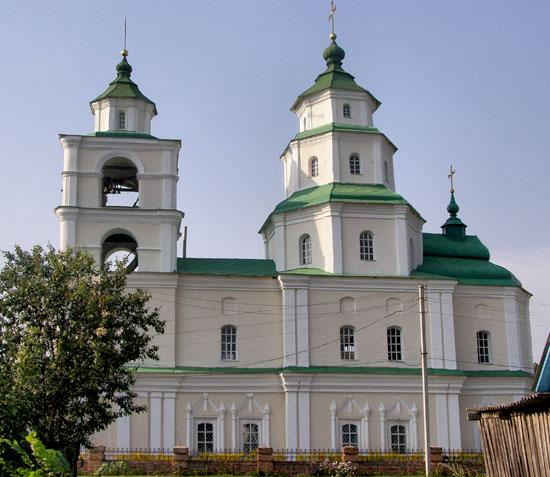
Церква Миколи Козацького (1737)
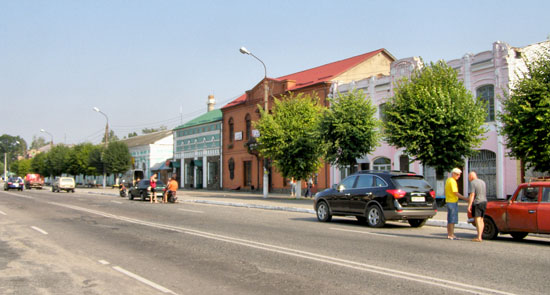
Центральна вулиця Путивля (початок XXI століття)
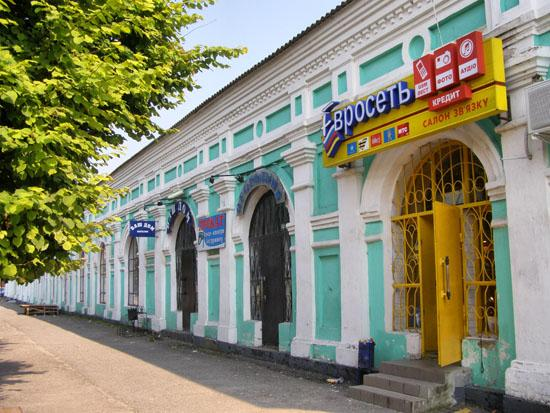
Торгові ряди (XIX століття)
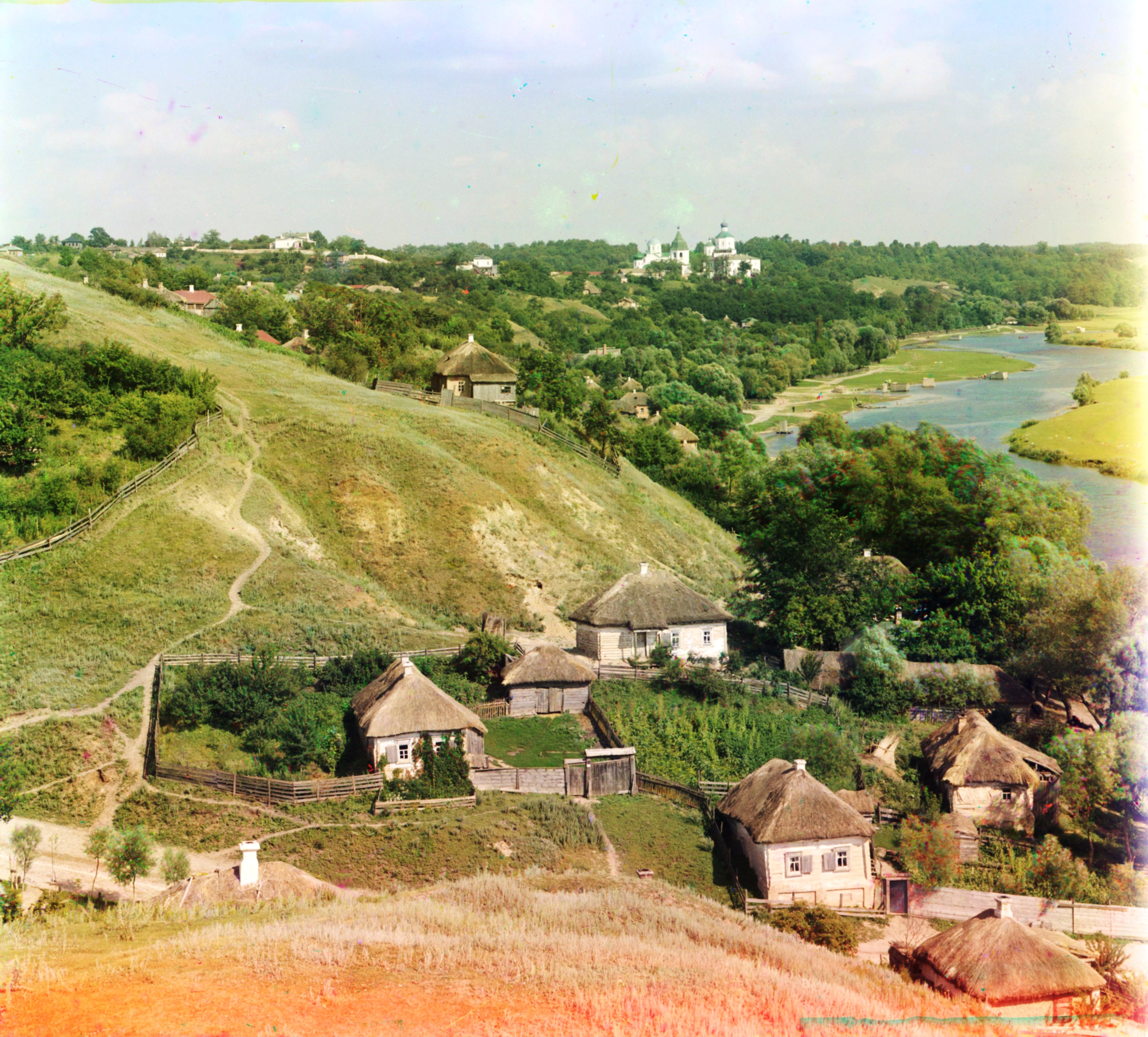
Путивль між 1905 та 1915 (фото Прокудіна-Горського)
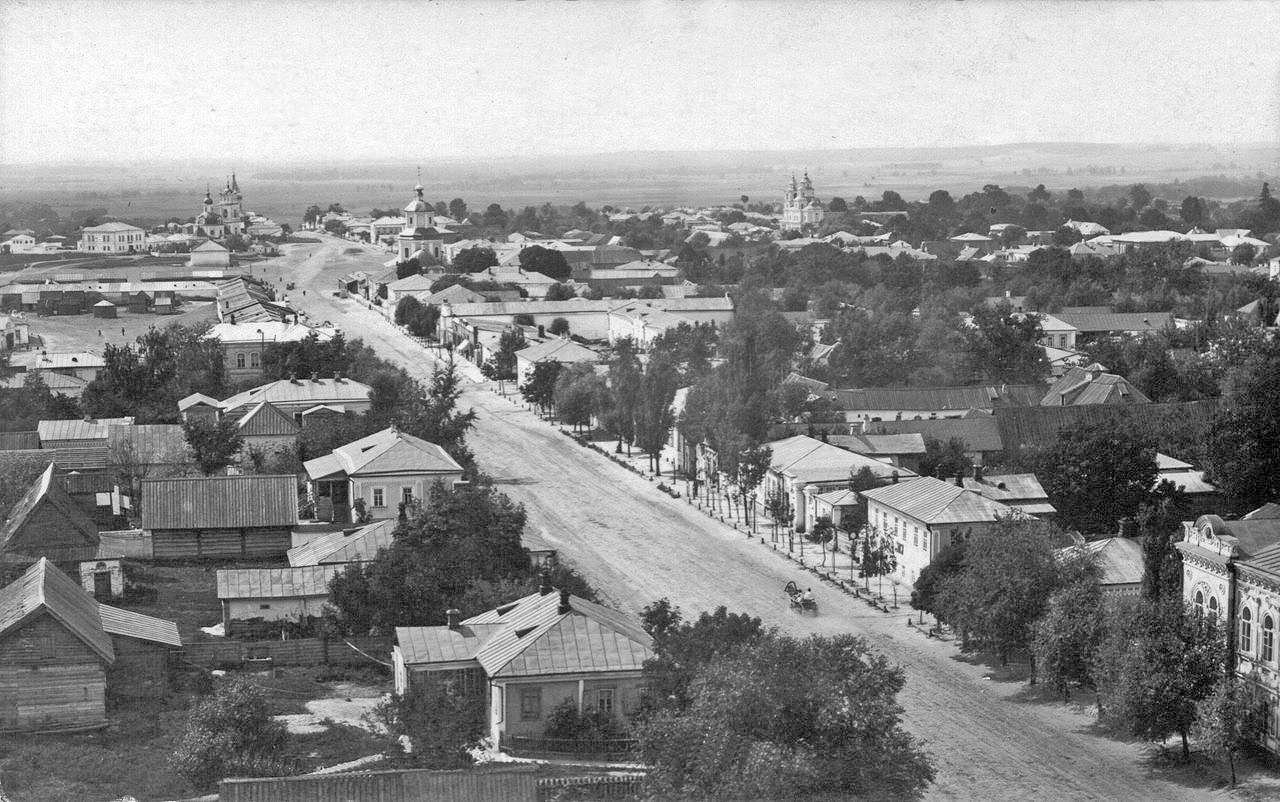
Путивль на початку XX століття. Курська вулиця (нині проспект Іоана Путивльского)
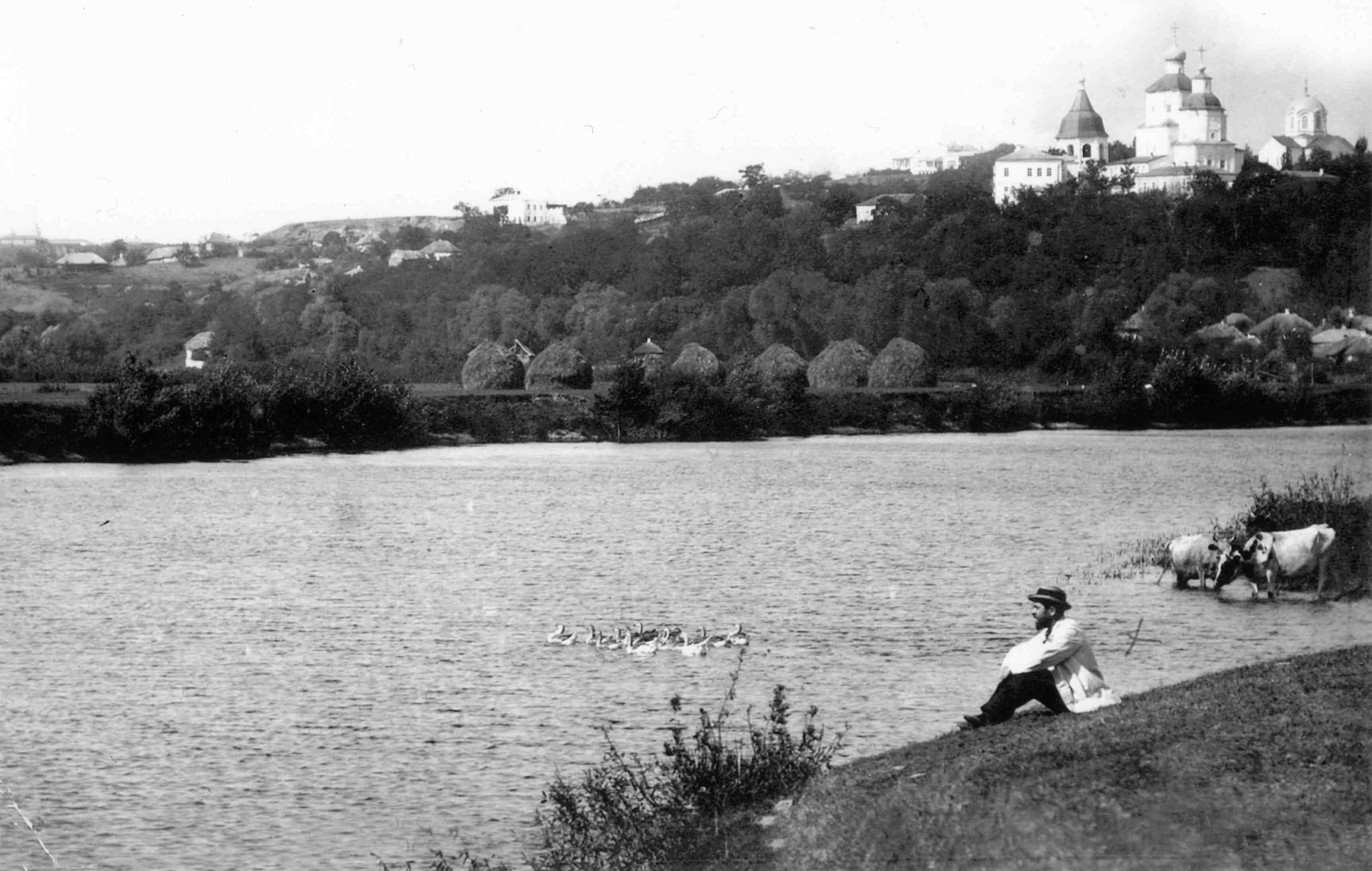
Путивль на початку XX століття. Вид зі сторони річки Сейм
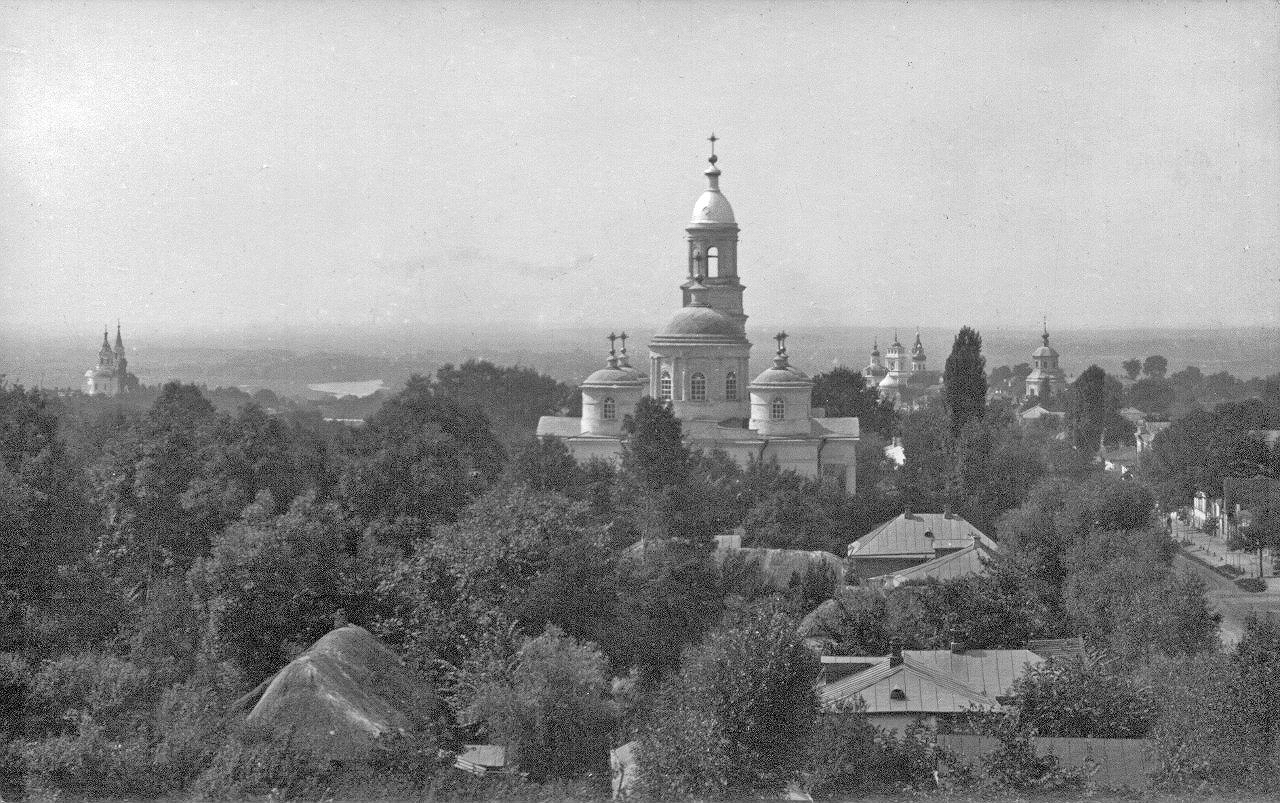
Путивль на початку XX століття. Благовіщенська церква (1825) (зруйнована)
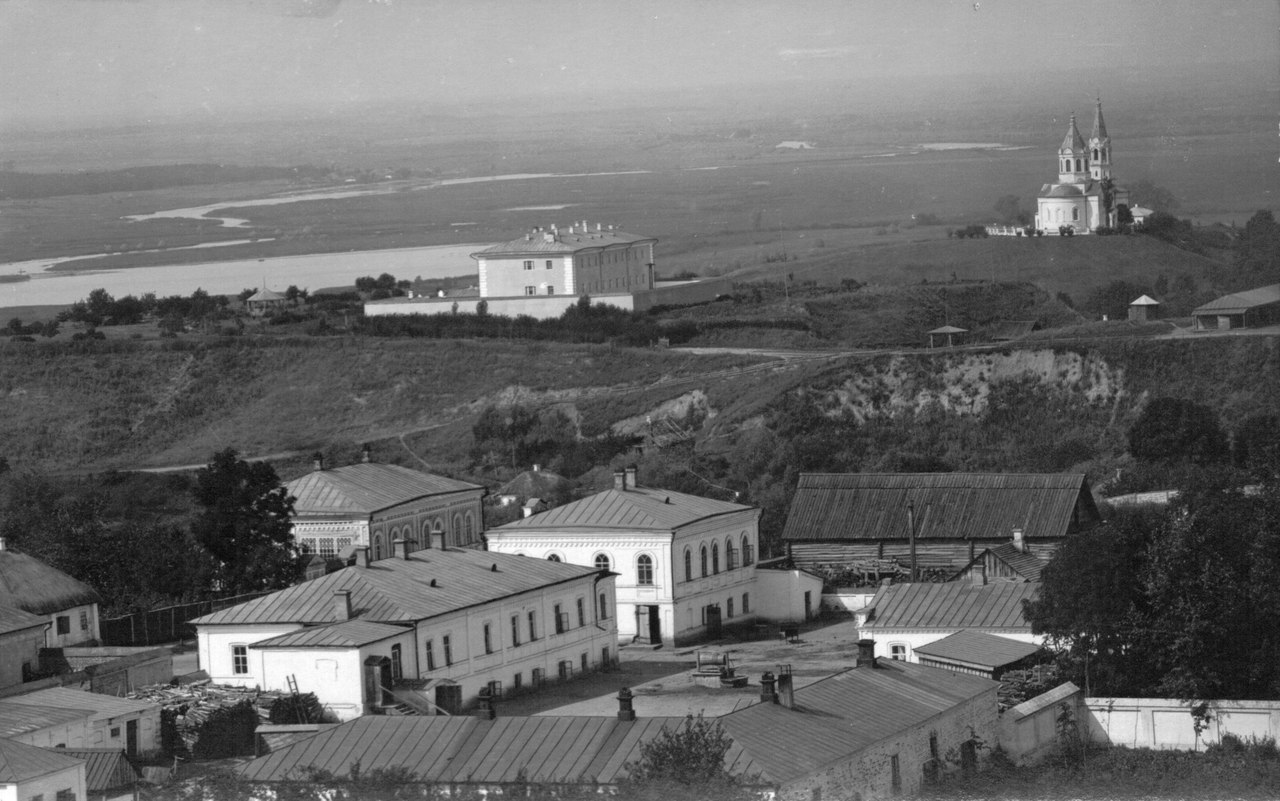
Путивль на початку XX століття. Вид на «Тюремний замок» (зруйнований), зараз міський парк Городок
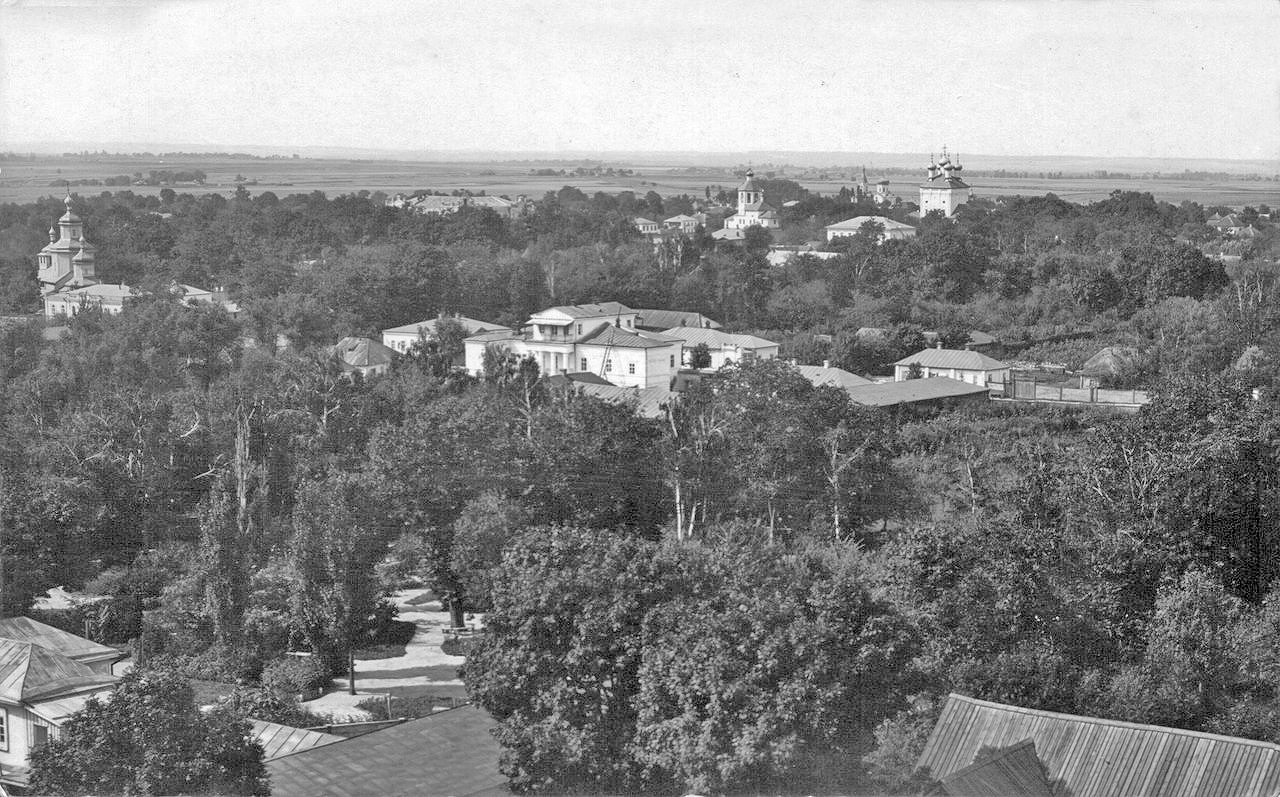
Путивль на початку XX століття. Загальний вид на місто
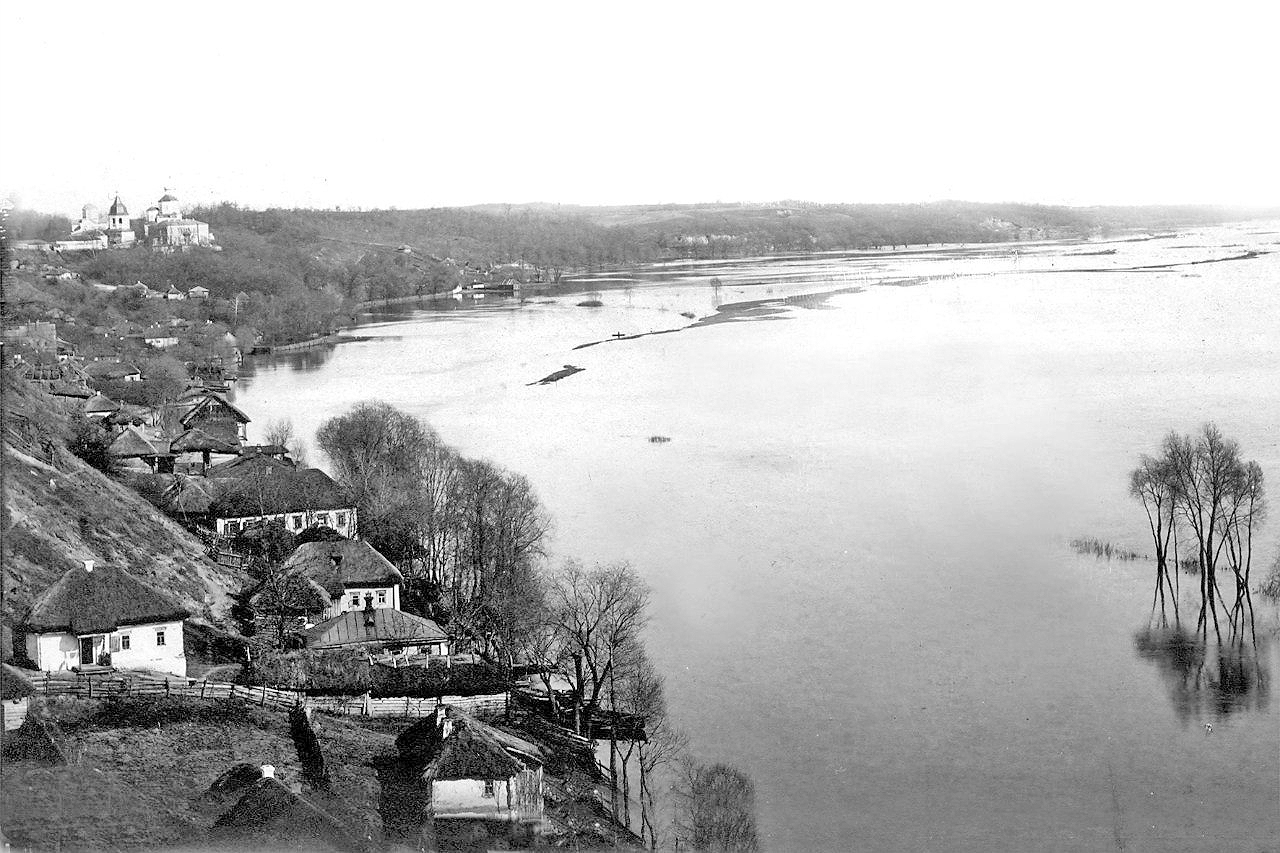
Путивль на початку XX століття. Розлив річки Сейм
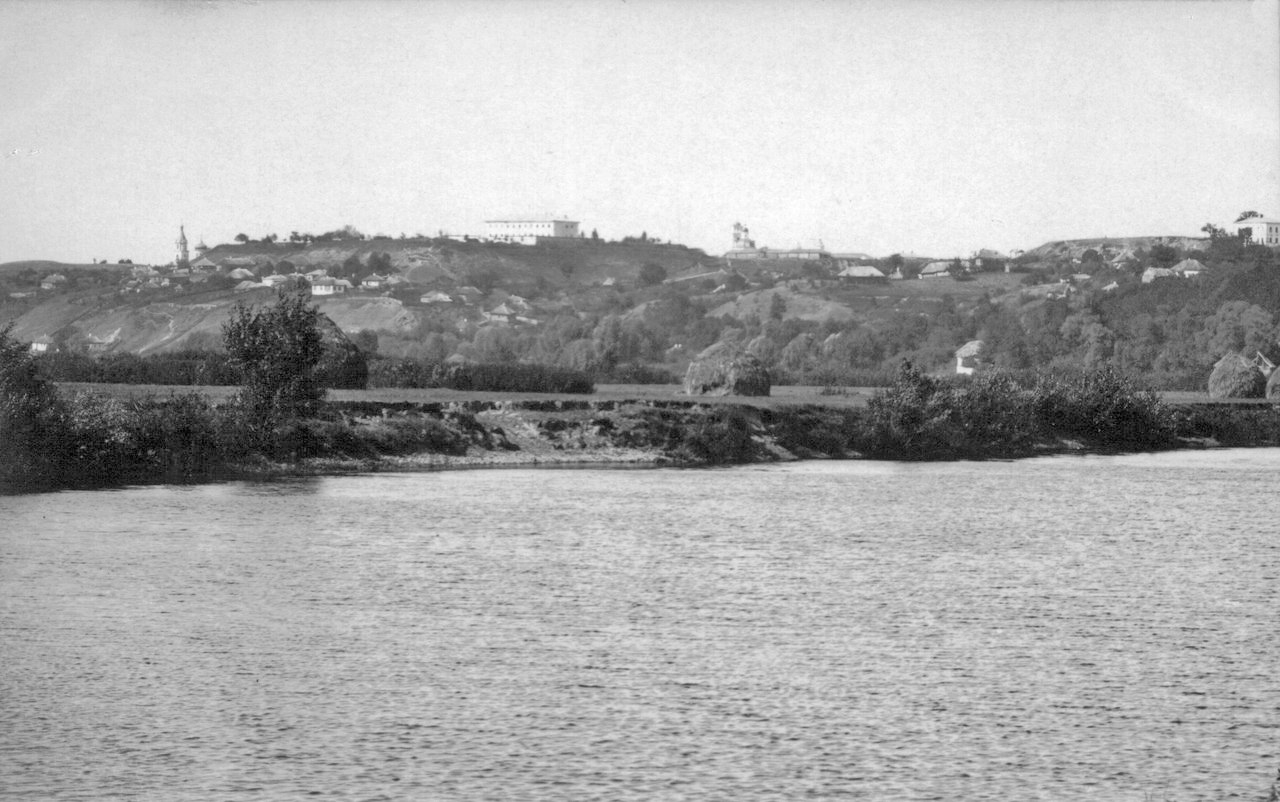
Найдавніша частина Путивля на початку XX століття
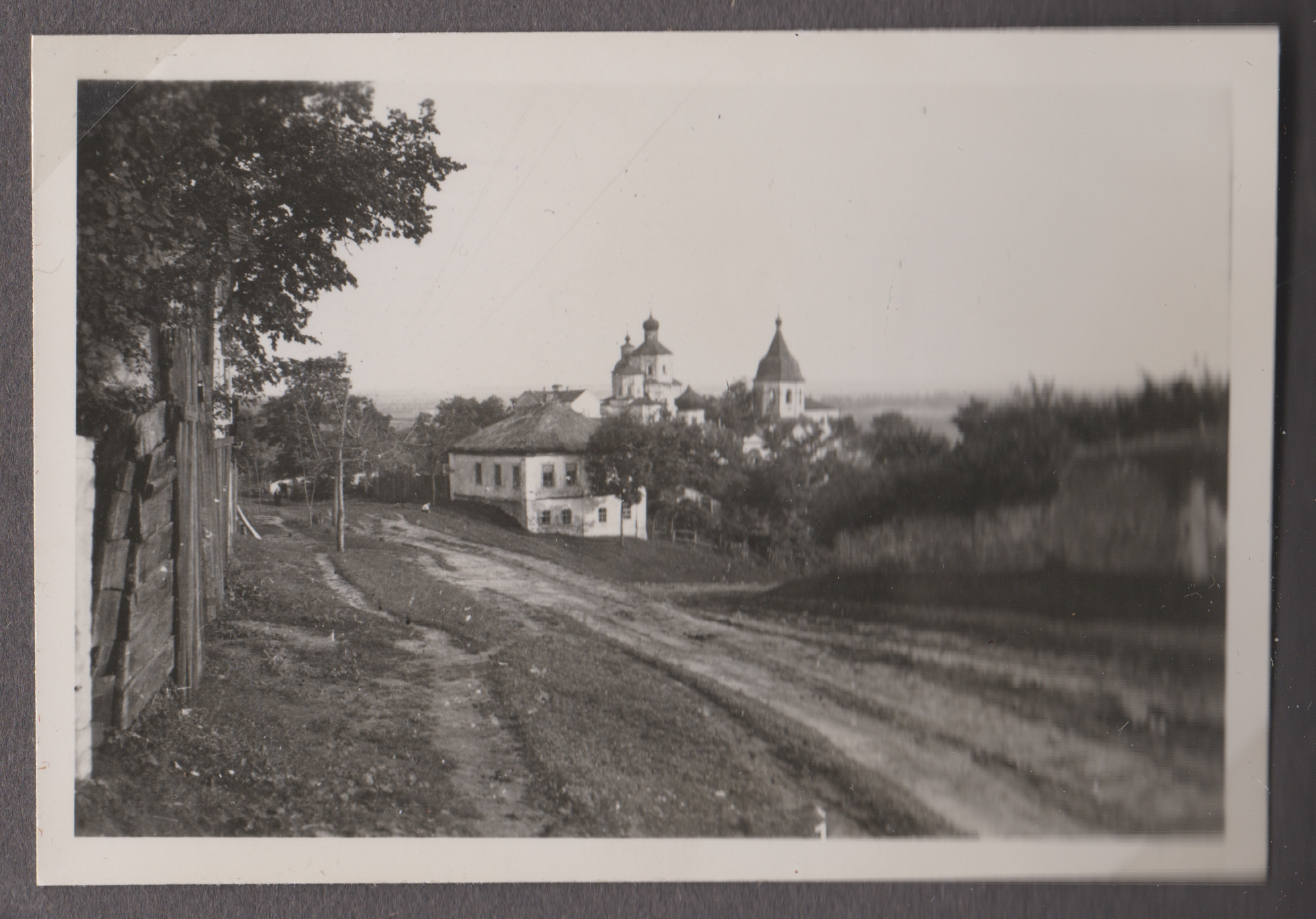
Путивль в 1943 році